# 17. Kavallerie-Brigade (Großherzoglich Mecklenburgische)
Die 17. Kavallerie-Brigade (Großherzoglich Mecklenburgische), war ein Großverband der Preußischen Armee.

## Geschichte
Die 17.  Kavallerie-Brigade wurde nach dem Deutschen Krieg am 11. Oktober 1866  in Kiel aufgestellt, hatte dort ihren Standort bis zu ihrer Verlegung nach Schwerin im Jahre 1872 und war bis zum Ausbruch des Ersten Weltkrieges Teil der 17. Division, die dem IX. Armee-Korps in Altona (ab 1871) zugeordnet war. Während des Krieges gehörte sie bis zum 1. Februar 1917 zur 4. Kavallerie-Division, die dem Höheren Kavallerie-Kommando Nr. 2, befehligt von General Georg von der Marwitz, unterstand.
Im Anschluss operierte die Brigade eigenständig.

### Gliederung
- 1867

Husaren-Regiment „Kaiser Franz Josef von Österreich, König von Ungarn“ (Schleswig-Holsteinisches) Nr. 16 und Ulanen-Regiment „Graf Haeseler“ (2. Brandenburgisches) Nr. 11
- 1868 bis 1869

1. Großherzoglich Mecklenburgisches Dragoner-Regiment Nr. 17, 2. Großherzoglich Mecklenburgisches Dragoner-Regiment Nr. 18, Ulanen-Regiment „Graf Haeseler“ (2. Brandenburgisches) Nr. 11
- 1871 bis 1877

1. Großherzoglich Mecklenburgisches Dragoner-Regiment Nr.17, 2. Großherzoglich Mecklenburgisches Dragoner-Regiment Nr.18, Husaren-Regiment „Königin Wilhelmina der Niederlande“ (Hannoversches) Nr. 15
- 1877 bis 1914

Wie vor, ohne Husaren-Regiment Nr. 15
- Kriegsgliederung 1914

Wie vor

### Deutsch-Französischer Krieg 1870/1871
Die Brigade wurde im Feldzug gegen Frankreich unter dem Kommando des Generals |Alfred von Rauch eingesetzt.

### Erster Weltkrieg
Die Brigade wurde zunächst im Verband der 4. Kavallerie-Division an der West- und ab Mitte November 1914 an der Ostfront eingesetzt, wo sie bis zum Kriegsende verblieb.

### Brigadekommandeure
| Name                                            | Datum                                                 |
| ----------------------------------------------- | ----------------------------------------------------- |
| Anton von Below                                 | 11. Oktober 1866 bis 17. Juni 1869                    |
| Alfred von Rauch                                | 18. Juni 1869 bis 14. Juni 1875                       |
| Hermann von Guretzky-Cornitz                    | 15. Juni 1875 bis 15. November 1882                   |
| Otto von Garnier                                | 16. November 1882 bis 3. November 1886                |
| Karl Kuhlwein von Rathenow                      | 4. November 1886 bis 3. Dezember 1888                 |
| Georg von Schnackenberg                         | 4. Dezember 1888 bis 26. Januar 1892                  |
| Heinrich XIII. Reuß zu Köstritz                 | 27. Januar 1892 bis 26. Januar 1898                   |
| Hermann Freiherr von Vietinghoff gen. Scheel    | 27. Januar 1898 bis 17. April 1903                    |
| Friedrich von Rauch                             | 18. April 1903 bis 12. September 1906                 |
| Wolf Rudolf Freiherr Marschall von Altengottern | 13. September 1906 bis 27. Mai 1907                   |
| Ludwig von Schwerin                             | 28. Mai 1907 bis 8. März 1912                         |
| Ernst Graf von Schimmelmann                     | 9. März 1912 bis 9. Dezember 1914                     |
| Hermann Freiherr von der Heyden-Rynsch          | 10. Dezember 1914 bis 23. September 1917              |
| Ernst von Wilms                                 | 24. September 1917 bis Kriegsende                     |
| Alexander von Poten                             | 14. Februar 1919 bis 7. August 1919 (Demobilisierung) |